# Торунський привілей
Торунський привілей був виданий 7 січня 1520 року польським королем Сигізмундом Старим і затверджений 4 грудня 1520 року на сеймі в Бидгощі. Основним його рішенням було введення обов'язкової панщини з розрахунку один день на тиждень. До видання Торунського статуту розмір панщини, встановленої для селян королівства, становив від 2 до 4 днів на рік. Відсутність обмежень влади шляхти і духовенства над селянами призвела з часом до багаторазового збільшення панщини, що в багатьох випадках призводило до втечі селян.

## Положення
1. встановлення обов'язкового мінімуму панщини з розрахунку один день на тиждень;
2. вільне (лише для шляхти) судноплавство по Віслі;
3. обмеження компетенції гродських судів, коли виконавцем злочину, вчиненого в місті, є шляхта.